# 葛多菲多·洛莫斯機場
葛多菲多·洛莫斯機場（IATA代碼：MPH，ICAO代碼：RPVE），又稱為卡提克蘭機場（Caticlan Airport） 或長灘島機場，是一座位於菲律賓阿克蘭省馬萊區（Malay, Aklan）的民用機場。由泛空開發控股公司（TransAire Development Holdings Corporation, TADHC）所經營的葛多菲多·洛莫斯機場是菲律賓國內第七繁忙的機場，主要負責的是菲律賓國內航班的起降，也是當地業者東南亞航空（SEAir）的樞紐機場之一。
機場初啟用時，原本是依照所在地的行政區劃卡提克蘭區（Barangay Caticlan）而命名為「卡提克蘭機場」，但在2002年時為了紀念馬萊鎮出身的已故國會議員葛多菲多·洛莫斯，而將機場改為現名。另外，由於該機場也是鄰近知名觀光勝地長灘島的主要進出門戶，因此也常被稱為「長灘島機場」（Boracay Airport）。
葛多菲多·洛莫斯機場與前往長灘島的主要乘船處長灘碼頭距離非常近，利用當地主要的交通工具、計程三輪車，往返兩地只需約5分鐘左右的車程。

## 航空公司與目的地

### 國際航線
| 航空公司             | 目的地                                        |
| -------------------- | --------------------------------------------- |
| 菲律賓皇家航空（RW） | 台北、香港 季節性：上海-浦東（2024年1月開辦） |

### 國內航線
| 航空公司                                       | 目的地         |
| ---------------------------------------------- | -------------- |
| 菲律賓航空（PR） (由 菲律賓快遞航空（2P）營運) | 宿霧、馬尼拉   |
| 宿霧太平洋航空（5J）                           | 宿霧、馬尼拉   |
| AirSWIFT（T6）                                 | 愛妮島         |
| 菲律賓皇家航空（RW）                           | 馬尼拉、克拉克 |
| 菲律賓亞洲航空（Z2）                           | 馬尼拉         |

### 過去航線
| 航空公司         | 目的地         |
| ---------------- | -------------- |
| 東南亞航空（DG） | 克拉克、馬尼拉 |